# Lunas
Lunas (viết cách điệu là LUNAS) là một nhóm nhạc nữ Việt Nam được thành lập vào năm 2024, bao gồm năm thành viên Trang Pháp, Diệp Lâm Anh, Huyền Baby, Ninh Dương Lan Ngọc và Khổng Tú Quỳnh. Là nhóm nhạc bước ra từ sau thành công của mùa đầu tiên trong chương trình Chị đẹp đạp gió rẽ sóng, nhóm ra mắt vào ngày 20 tháng 5 năm 2024 với ca khúc đầu tay mang tên "Moonlight".

## Ý tưởng
Theo nhà sản xuất, cái tên này được lấy cảm hứng từ những mặt trăng tỏa sáng, đại diện cho vẻ đẹp quyến rũ và thu hút của những người phụ nữ trưởng thành. Mặt trăng cũng chính là hình ảnh đại diện cho sự đầy đặn của người phụ nữ và vĩnh hằng của không gian, thời gian.

## Ra mắt
Sau chương trình Chị đẹp đạp gió rẽ sóng 2023, Yeah1 thông báo sẽ thành lập một nhóm nhạc nữ mới với tên nhóm là Lunas, nhóm nhạc nữ thế hệ mới này được lấy cảm hứng từ những mặt trăng tỏa sáng, đại diện cho vẻ đẹp quyến rũ và thu hút của những người phụ nữ trưởng thành. Năm thành viên chính thức trong nhóm nhạc nữ tân binh là những nghệ sĩ tài sắc bước ra từ chương trình nói trên. 

## Sự nghiệp
Ngày 20 tháng 5 năm 2024, nhóm ra mắt với MV "Moonlight" do chính tay trưởng nhóm Trang Pháp sáng tác, MV chỉ sau hai tuần đã đạt hơn ba triệu lượt xem trên YouTube.
Ngày 22 tháng 6 cùng năm, Lunas trở thành nhóm nhạc nữ đầu tiên của Việt Nam được mời biểu diễn tại chương trình Đạp gió 2024 tại Trung Quốc.
Tại đêm chung kết của Anh trai vượt ngàn chông gai 2024 nhóm đã trình diễn ca khúc mới "Hoa xương rồng" với tư cách là nghệ sĩ khách mời.

## Thành viên
| Nghệ danh           | Tên khai sinh       | Ngày sinh           | Vị trí                                     | Quốc tịch           |                     |
| Thành viên hiện tại | Thành viên hiện tại | Thành viên hiện tại | Thành viên hiện tại                        | Thành viên hiện tại | Thành viên hiện tại |
| ------------------- | ------------------- | ------------------- | ------------------------------------------ | ------------------- | ------------------- |
| Trang Pháp          | Nguyễn Thùy Trang   | 25 tháng 1, 1989    | Leader, Main Vocalist, Main Rapper, Center | Việt Nam            |                     |
| Diệp Lâm Anh        | Nguyễn Diệp Anh     | 22 tháng 8, 1989    | Sub Vocalist, Main Dancer, Sub Rapper      | Việt Nam            |                     |
| Huyền Baby          | Đặng Ngọc Huyền     | 22 tháng 10, 1989   | Lead Vocalist, Visual                      | Việt Nam            |                     |
| Ninh Dương Lan Ngọc | Ninh Dương Lan Ngọc | 4 tháng 4, 1990     | Sub Vocalist, Lead Dancer, Center          | Việt Nam            |                     |
| Khổng Tú Quỳnh      | Khổng Tú Quỳnh      | 22 tháng 11, 1991   | Lead Vocalist, Maknae                      | Việt Nam            |                     |